# Broeresloot (Sneek)
De Broeresloot (Fries en officieel: Broersleat) is een kanaal in de Nederlandse provincie Friesland. De Broeresloot ligt tussen de stad Sneek en het dorp Oppenhuizen in de gemeente Súdwest-Fryslân. 
Het kanaal met een lengte anderhalve kilometer is de verbinding tussen het meer Witte Brekken en het water Ges. Over het kanaal bevinden zich vier bruggen: de houten Westpolderbrêge, de brug in Rijksweg 7 (A7), een brug in de Lorentzstraat/Nije Dyk en een draaibrug in de weg Noardein. Met de ingebruikname van de Westpolderbrêge in juli 2020 is er een verbinding tussen de polder en het Rasterhoffpark. Het was een van de twee laatste ontbrekende schakels voor het wandel- en fietsrondje om het Sneekermeer.

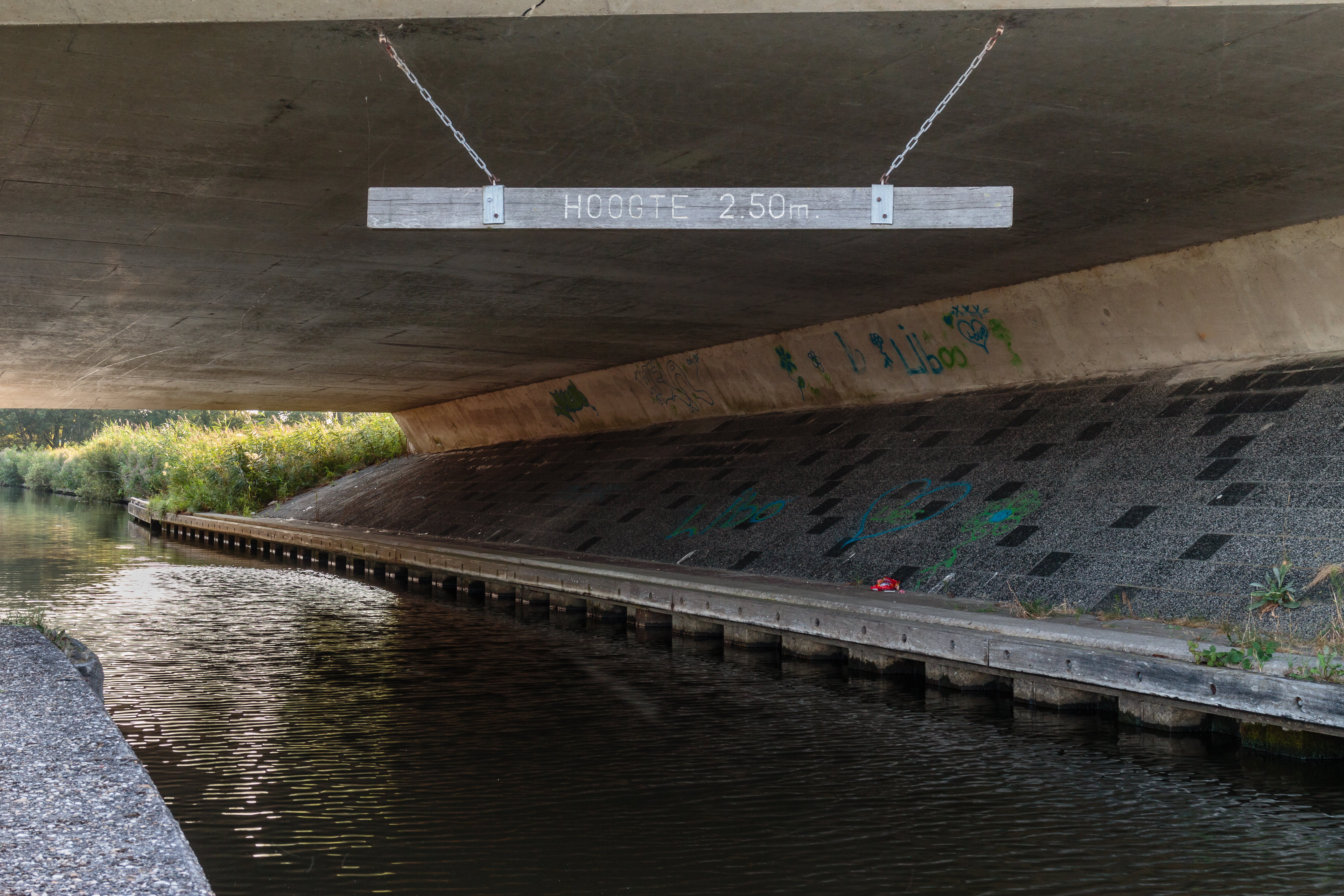
De brug in de A7 met een doorvaarthoogte van 2,5 meter
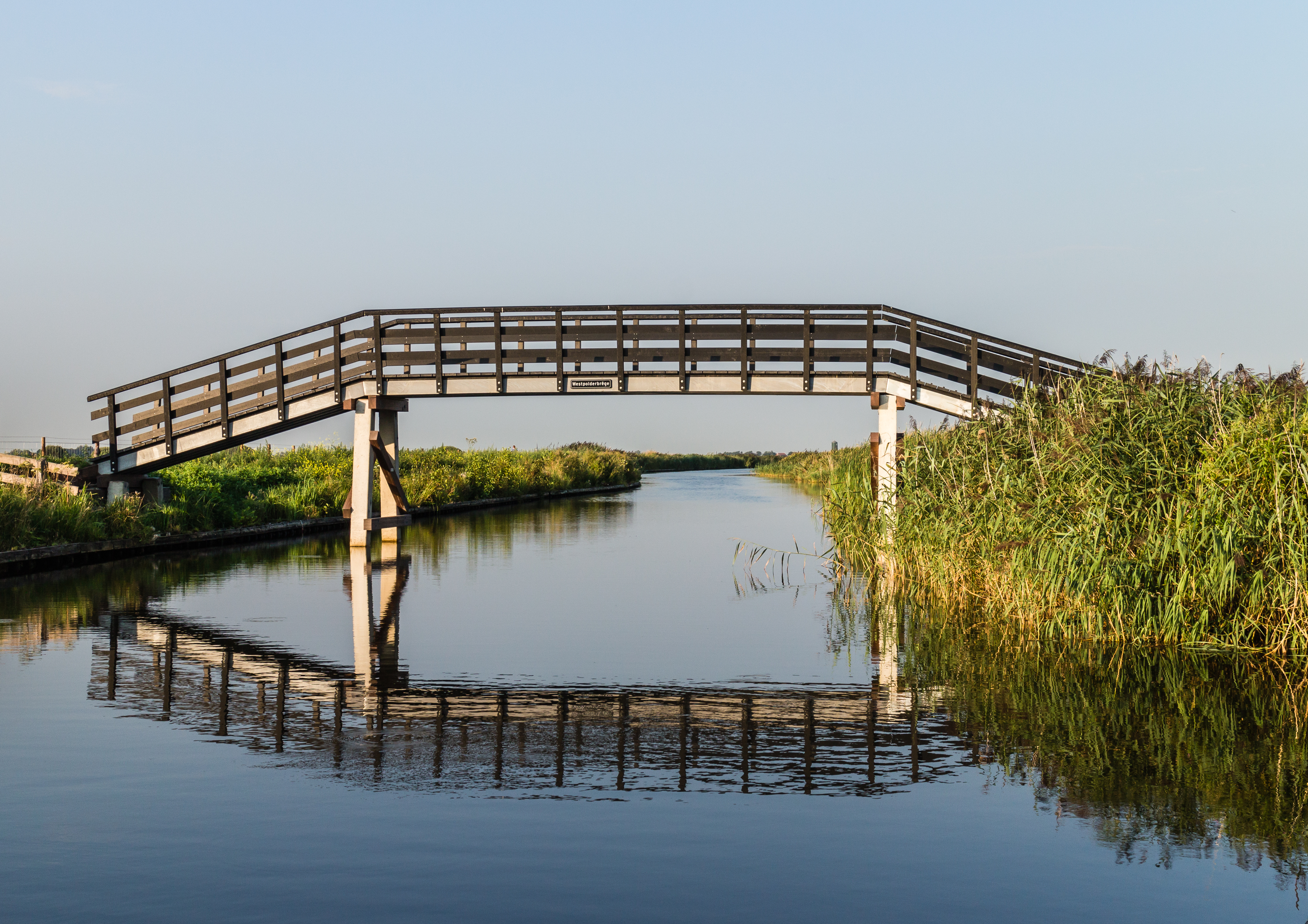
De houten brug Westpolderbrêge